# Österrikes förbundsregering
Österrikes förbundsregering (österr. Bundesregierung) är den högsta verkställande myndigheten. Den består av förbundskanslern, vicekanslern och ministrarna. Regeringen är ett kollegium, där förbundskanslern som förbundsregeringens ordförande är primus inter pares (d.v.s. den förste bland ranglika). Förbundskanslern får inte ge direktiv till ministrarna, inte heller får han bestämma riktlinjerna för deras politik. Beslut i regeringen måste tas enhälligt.
Regeringen utses av förbundspresidenten. Förbundspresidenten kan också entlediga regeringen. Efter ett misstroendevotum i nationalrådet måste han entlediga regeringen. 
Ministrarna förestår ett departement (österr. Bundesministerium). I motsats till Sverige har de befogenhet att ge direktiv till underordnade myndigheter. Som hjälp kan de få statssekreterare.

## Regeringar sedan 1945
| Regeringar sedan 1945 |                  |                            |                             |                  |
| Regering              | Tillträde        | Föregående nationalrådsval | Tid för regeringsbildningen | Koalition/Parti  |
| Renner                | 27 april 1945    | -                          | -                           | ÖVP - SPÖ - KPÖ  |
| Figl I                | 20 december 1945 | 25 november 1945           | 25 dagar                    | ÖVP - SPÖ - KPÖ1 |
| Figl II               | 8 november 1949  | 9 oktober 1949             | 30 dagar                    | ÖVP - SPÖ        |
| Figl III              | 28 oktober 1952  | -                          | -                           | ÖVP - SPÖ        |
| Raab I                | 2 april 1953     | 22 februari 1953           | 39 dagar                    | ÖVP - SPÖ        |
| Raab II               | 29 juni 1956     | 2 maj 1956                 | 47 dagar                    | ÖVP - SPÖ        |
| Raab III              | 16 juli 1959     | 10 maj 1959                | 67 dagar                    | ÖVP - SPÖ        |
| Raab IV               | 3 november 1960  | -                          | -                           | ÖVP - SPÖ        |
| Gorbach I             | 11 april 1961    | -                          | -                           | ÖVP - SPÖ        |
| Gorbach II            | 27 mars 1963     | 18 november 1962           | 129 dagar                   | ÖVP - SPÖ        |
| Klaus I               | 2 april 1964     | -                          | -                           | ÖVP - SPÖ        |
| Klaus II              | 19 april 1966    | 6 mars 1966                | 44 dagar                    | ÖVP              |
| Kreisky I             | 21 april 1970    | 1 mars 1970                | 51 dagar                    | SPÖ              |
| Kreisky II            | 4 november 1971  | 10 oktober 1971            | 25 dagar                    | SPÖ              |
| Kreisky III           | 28 oktober 1975  | 5 oktober 1975             | 23 dagar                    | SPÖ              |
| Kreisky IV            | 5 juni 1979      | 6 maj 1979                 | 30 dagar                    | SPÖ              |
| Sinowatz              | 24 maj 1983      | 24 april 1983              | 30 dagar                    | SPÖ - FPÖ        |
| Vranitzky I           | 16 juni 1986     | -                          | -                           | SPÖ - FPÖ        |
| Vranitzky II          | 21 januari 1987  | 23 november 1986           | 59 dagar                    | SPÖ - ÖVP        |
| Vranitzky III         | 17 december 1990 | 7 oktober 1990             | 71 dagar                    | SPÖ - ÖVP        |
| Vranitzky IV          | 29 november 1994 | 9 oktober 1994             | 50 dagar                    | SPÖ - ÖVP        |
| Vranitzky V           | 12 mars 1996     | 17 december 1995           | 85 dagar                    | SPÖ - ÖVP        |
| Klima                 | 28 januari 1997  | -                          | -                           | SPÖ - ÖVP        |
| Schüssel I            | 4 februari 2000  | 3 oktober 1999             | 124 dagar                   | ÖVP - FPÖ        |
| Schüssel II           | 28 februari 2003 | 24 november 2002           | 96 dagar                    | ÖVP - FPÖ/BZÖ2   |
| Gusenbauer            | 11 januari 2007  | 1 oktober 2006             | 102 dagar                   | SPÖ - ÖVP        |
| Faymann I             | 2 december 2008  | 28 september 2008          | 65 dagar                    | SPÖ - ÖVP        |
| Faymann II            | 16 december 2013 | 29 september 2013          | 78 dagar                    | SPÖ - ÖVP        |
| Kern                  | 17 maj 2016      | -                          | -                           | SPÖ - ÖVP        |
| Kurz I                | 18 december 2017 | 15 oktober 2017            | 64 dagar                    | ÖVP - FPÖ        |
| Bierlein              | 3 juni 2019      | -                          | -                           | -                |
| Kurz II               | 7 januari 2020   | 29 september 2019          | 100 dagar                   | ÖVP - Grüne      |
| Schallenberg          | 11 oktober 2021  | -                          | -                           | ÖVP - Grüne      |
| Nehammer              | 6 december 2021  | -                          | -                           | ÖVP - Grüne      |
| Stocker               | 3 mars 2025      | 29 september 2024          | 155 dagar                   | ÖVP - SPÖ - NEOS |

1 KPÖ lämnade regeringen Figl I den 20 november 1947.
2 Efter splittringen av FPÖ 2005 var utbrytarpartiet BZÖ koalitionspartner.